# Palpomyia fusca
Palpomyia fusca är en tvåvingeart som beskrevs av Meillon 1938. Palpomyia fusca ingår i släktet Palpomyia och familjen svidknott.
Artens utbredningsområde är Moçambique. Inga underarter finns listade i Catalogue of Life.